# Villa triste (romanzo)
Villa triste (Villa triste) è un romanzo dello scrittore francese Patrick Modiano, pubblicato nel 1975.

## Trama
La vicenda si svolge durante la guerra di Algeria (1954-1962). L'ambientazione storica è di fondamentale importanza anche se rimane sullo sfondo della vicenda, in maniera quasi sfumata. Il protagonista del romanzo, un diciottenne di cui il lettore conosce e conoscerà ben poco, Victor Chmara decide di rifugiarsi in una rinomata stazione termale in Alta Savoia, poco distante dalla Svizzera,  per poter sfuggire al possibile arruolamento in guerra. Alloggia in una pensione familiare, Les Tilleus, in  Boulevard Carabecel. 
La vita trascorre come in una sorta di acquario lì, nella stazione termale affacciata sul lago dell'Alta Savoia, in cui i movimenti sono come rallentati. I suoi silenzi e questa bolla di sapone in cui Victor sembra immerso si spezza quando incontra Yvonne Jacquet, che coi suoi capelli ramati e il suo vestito verde brillante conquista subito il conte Chmara.
Sarà proprio Yvonne che nella hall dell'Hermitage presenterà a Victor il dottor René Meinthe, un uomo molto particolare del quale si hanno brevi accenni già nelle prime pagine del romanzo. Sia Victor che René verranno come assorbiti dal mondo di Yvonne, anche se il dottor Meinthe era già abituato alla vita da attrice della giovane, dato che si conobbero quando lei aveva sedici anni e lui venti. Sarà proprio l'amico di vecchia data René a convincerla a partecipare alla quinta edizione della Coppa Houligant dell'eleganza, nella quale la signorina Jacquet trionferà su tutte.
Nel frattempo il rapporto tra Ivonne e Victor si fa più intimo anche se entrambi sanno pressoché nulla l'uno dell'altro. Un giorno però la giovane, in maniera del tutto inaspettata, decide di recarsi a pranzo dallo zio Roland, fratello di suo padre, per presentargli il suo fidanzato Victor. In occasione di questo pranzo Victor potrà avvicinarsi al passato di Yvonne e della sua famiglia, in particolare alla figura del padre Albert, di cui il fratello Roland parla a fatica.
Lo scenario cambia radicalmente spostandosi sulla residenza di René Meinthe, da lui stesso battezzata “Villa Triste”,  casa che era stata dei suoi
genitori e che era situata al centro di un quartiere residenziale, prima di Carabacel. Il nome della villa è esaustivo soprattutto per quanto riguarda l'atmosfera che si respira all'interno: “Varcata la soglia, si era invasi da una malinconia limpida”.
Yvonne e Victor trascorrono molti giorni all'interno di questa Villa, in silenzio e quasi immobili, come ovattati, alzandosi ogni tanto per rispondere al telefono che squillava sempre a mezzanotte comunicando un messaggio enigmatico e misterioso per il dottor Meinthe.
Durante lo svolgimento del romanzo Victor ci informa di un distacco tra lui e Yvonne, alla quale aveva proposto addirittura di fuggire con lui in America (“D'un tratto la Francia mi sembrava una nazione troppo soffocante dove non sarei mai riuscito a dar prova delle mie facoltà”), senza però svelarci il motivo di tale rottura.
L'esistenza tormentata di René Meinthe si conclude col suicidio, di cui appare la notizia sul giornale.  Le ragioni si intuiscono, e sembrano legate sia al turbamento della guerra d'Algeria che al rapporto col padre.
La  conclusione resta come sospesa. In un certo senso Modiano permette al lettore di trarre una conclusione personale attraverso quelle che sono le impressioni che si è costruito dopo aver avuto poche ma precise informazioni sui vari personaggi che hanno popolato la vicenda.

## Personaggi
- Victor Chmara

Il protagonista del romanzo è un personaggio fragile di cui non si sa praticamente nulla e che non vuole far sapere nulla di sé. Decide, giovanissimo, di cambiare la propria vita e di attribuirsi il titolo di conte, è il discendente di una nobile famiglia russa. Per tutto il romanzo egli sembra voler ricostruire un passato che prima ha distrutto e che poi ha deciso di assemblare in un modo del tutto nuovo. Fa scorrere la propria vita in maniera passiva e disinteressata, come se quella non fosse la sua vita, ed effettivamente, non lo è. Ad un certo punto però qualcosa in lui cambia: Victor sente che vorrebbe essere sincero con Yvonne, ma capisce che avere un rapporto normale con qualcuno che lo circonda comporterebbe per lui un rischio troppo grande da correre.
- René Meinthe e la figura paterna

Uno dei filoni più imponenti all'interno del panorama letterario di Modiano è senza dubbio quello della tematica paterna: in Villa Triste però la figura del padre non sembra emergere in maniera diretta attraverso quello che è il protagonista dell'opera, Victor. Le complicazioni che nascono dal rapporto padre-figlio emergeranno soltanto nel personaggio di René Meinthe. Egli si sente quasi soffocato dalla personalità paterna, amata e benvoluta, ricordata non soltanto per la sua professione di medico ma specialmente per i meriti che egli ebbe durante la Resistenza. Questo sentimento di inferiorità dei confronti del padre e la lacerazione che avviene all'interno della figura di René Meinthe dovuta anche  alle mansioni che era costretto a svolgere in quanto medico negli anni della guerra di Algeria lo condurrà al suicidio.
- Yvonne Jacquet

Come in ogni romanzo di Modiano il protagonista incontra casualmente una donna misteriosa, che segnerà irrimediabilmente la sua vita. Yvonne e Victor si conoscono nel terzo  capitolo del romanzo e fino all'ultimo capitolo non sembrano conoscersi mai realmente: iniziano come due sconosciuti e si lasciano come tali. Vi sarà solo un momento in cui sembra intravedersi il passato di Yvonne grazie alle parole dello zio Roland, ma subito questo soffio di verità viene soffocato dall'arrivo di Yvonne stessa. L'intera vicenda si svolge sotto l'ombra prepotente della signorina Jacquet che sembra quasi mettere in ombra il reale protagonista del romanzo, Victor. Egli spenderà molto tempo alla ricerca della giovane che un tempo era stata legata a lui, cercandola nei luoghi che era solita frequentare ma non riuscendo a descriverla al meglio, “Dovremmo portare sempre con noi le fotografie di chi amiamo”. Resterà sgomento nello scoprire che l'amata si era allontanata in compagnia di Daniel Hendrickx; egli era tra i membri della giuria della Coppa Houligant e aveva già mostrato un certo interesse verso di lei.

## Costanti narrative
Così come in tutti i romanzi  di Patrick Modiano, troviamo alcune costanti narrative ben definite: il tempo, lo spazio, la figura femminile, quella del padre e l'indagine interiore.
In Villa Triste il tempo si sovrappone continuamente, tanto che il lettore si sente totalmente immerso in questo flusso di pensieri e di immagini che si succedono e che vengono descritti in maniera dettagliata. Tutto sembra sospeso e attraversato da una dolce malinconia che tenta di penetrare nell'intimità di ogni personaggio, rimanendo però sempre in superficie. La narrazione segue il modello dell'enigma, e poggia sui diversi tempi in cui il romanzo viene articolato: da una parte il tempo sembra non passare mai mentre talvolta sembra che esso trascorra anche troppo velocemente, cambiando da un capitolo all'altro. 
Da un punto di vista spaziale invece, la vicenda prende forma nella hall dell'Hermitage per poi snodarsi un po' per volta (come in tutte le opere di Modiano) nelle varie vie di Parigi minuziosamente indicate. Benché il tempo sia come fermato nel corso del romanzo, lo spazio è mutevole e assume un'importanza molto rilevante dato che suscita stupore nel lettore per via dei numerosi cambi di ambientazioni molto bruschi.
Per quanto concerne la tematica inerente alla figura paterna, questa deriva dai difficili rapporti che l'autore ebbe col padre fin dall'infanzia (egli infatti abbandonò Patrick e sua madre fuggendo con un'altra donna). Qui la memoria paterna viene affrontata sia col personaggio di Renè Meinthe sia con Yvonne, sottolineando la difficoltà del rapporto padre-figlio/a o mettendo in risalto la complessità della figura del padre.
Una delle costanti preferite  di Modiano è la donna. La figura femminile emerge attraverso un incontro con essa totalmente casuale destinato però a stravolgere la vita del protagonista: Yvonne infatti desterà scompiglio nell'esistenza di Victor al punto da provocare in lui tensioni e ripensamenti. è proprio attraverso questa figura femminile che si giunge ad un'altra costante narrativa, vale a dire quella dell'indagine interiore.
L'indagine interiore di Victor, nasce dall'incontro con Yvonne e lo porta a riprodurre su di lei quelli che sono i suoi desideri e i suoi interrogativi riguardo alla sua famiglia e al suo passato. Tutto il romanzo viene strutturato come una ricerca del protagonista teso a guardare la sua vita "all'indietro" nella speranza di poterla capire.

## Edizioni
- Patrick Modiano, Villa triste, Palermo, Rusconi, 1973.